# Шогунов самурај
Шогунов самурај (јап. 柳生一族の陰謀, Yagyû ichizoku no inbô) је јапанска историјска драма (самурајски филм) из 1978. године.

## Критика
Ова екстраваганца из касних 1970-их била је први филм Тоеи студија о самурајима у последњих дванаест година, и они су заиста дали све од себе, са оригиналним трејлером за Шогуновог Самураја који га је прогласио 'крупном драмом коју играју крупни глумци .' Јагју Таџиму игра самурајска филмска легенда Накамура Киносуке, човек који је добро упознат са историјским улогама, који је тумачио Мијамото Мусашија у Тоеијевој петоделној серији Зен и мач (Мијамото Мусаши), Такеда Шингена у Самурајским заставама (Фурин казан) из 1969. и тако даље. Међу хиљадама глумаца играју и Тоширо Мифуне у малој улози и Сони Чиба у великој. Као син  Јагју Таџиме, Јагју Џубеј, Чиба тражи помоћ клана планинских нинџа Негоро, несвесно их увлачећи у зле махинације свог оца. Чланови нинџа клана укључују чланове Јапанског акционог клуба Сонија Чибе, групе мајстора борилачких вештина које је Чиба окупио и обучавао као дословно мачеве за изнајмљивање (наравно, филмским студијима). Младе звезде ЈАЦ-а Хиројуки Санада и Ецуко Шихоми играју као Хајате и Мон, динамични моћни пар Негоро клана.
Шогунов самурај био је први покушај редитеља Кинџија Фукасакуа у самурајском жанру. Раније је Фукасаку снимао филмове у различитим жанровима, укључујући научну фантастику, комедије, филмове о пљачкама и јакузама. Без обзира на жанр, Фукасакуови филмови су увек могли да се ослоне на продају карата, што га ставља међу најуспешније филмске ствараоце у историји јапанске кинематографије. У Шогуновом самурају, Фукасаку не разочарава, иако филм делује помало телевизијски. Ово је делимично због музике, која звучи веома слично ономе што бисте добили у америчкој телевизијској драми из касних 1970-их.
Покрет и монтажа камере су такође погоднији за телевизију него за биоскоп, тако да не чуди што је филм послужио као пилот за истоимену јапанску телевизијску серију. Шогунов самурај има неке прилично бруталне сцене које можда неће пристајати модерним гледаоцима: масакри, одсецање глава, распарчавање. Понекад се елементи хумора укрштају са насиљем: Сони Чиба вади копље из мртвог детета и држи га у наручју док плаче, затим се наљути и одсече главу  новом шогуну и баци је у крило свог оца. Чибина глума је добра, али та глава је најгора лажна глава у историји кинематографије. Ипак, у том тренутку сте толико заокупљени причом да то није битно.
Изненађујуће савремене политичке сплетке и корупција прожимају многе од самурајских филмова, а Шогунов самурај је савршен пример.